# Rijksdienst voor Ondernemend Nederland
De Rijksdienst voor Ondernemend Nederland (RVO) is een agentschap van het Nederlandse ministerie van Economische Zaken en ministerie van Landbouw, Natuur en Voedselkwaliteit. Deze dienst ontstond op 1 januari 2014 uit een fusie van de Dienst Regelingen en het Agentschap NL. De RVO heeft als taak het stimuleren van ondernemers bij duurzaam, agrarisch, innovatief en internationaal ondernemen. Enkele voorbeelden hiervan zijn subsidies, octrooien, aanbestedingskennis of schadeafhandeling.
Vooruitlopend op het opheffen van de product- en bedrijfschappen zijn de publiekrechtelijke taken van de agrarische productschappen voor de uitvoering van het Europese landbouwbeleid per 1 januari 2014 ondergebracht bij de RVO. Verder is per 1 maart 2015 de Dienst Landelijk Gebied opgeheven. Een aantal taken van deze dienst zijn bij de RVO ondergebracht, de meeste taken zijn overgedragen aan de provincies.
In 2023 bedroeg de omzet 825 miljoen euro en waren er ruim 6.000 ambtenaren in dienst bij RVO, verspreid over 6 vestigingen: Assen, Den Haag,  Roermond, Utrecht en Zwolle.